# Удар коалиции по Сирии в апреле 2018 года
14 апреля 2018 года в 04:00 по местному (сирийскому) времени (UTC+3), Соединённые Штаты Америки, Франция и Великобритания нанесли серию ракетных ударов по правительственным объектам в Сирии.
В операции были использованы крылатые ракеты морского и воздушного базирования.
Согласно данным Европейского командования Вооружённых сил США по трём целям на территории Cирии было применено 105 ракет разных типов. Согласно данным Генерального штаба Вооружённых Сил Российской Федерации Войсками противовоздушной обороны (ПВО) Вооружённых сил Сирийской Арабской Республики в воздушном пространстве страны было обнаружено 103 ракеты. Согласно отчёту EUCOM cилы ПВО Сирии и России не сбили ни одной ракеты союзников. В свою очередь, Сирийская армия заявила, что сбила большинство ракет, выпущенных по её территории. Согласно данным Министерства обороны России четыре военных аэродрома не пострадали, на двух есть небольшие разрушения инфраструктуры. Объекты в районе населённых пунктов Барз и Джарамани предположительно относящиеся к так называемой «военной химической программе» Дамаска, частично разрушены, при этом они давно не используются, людей и оборудования на них не было. В ходе атаки трое мирных жителей Сирии получили ранения.
Три западные державы заявили, что нанесли удары в ответ на предположительно имевшее место 7 апреля того же года применение химического оружия в Думе в Восточной Гуте правительственными войсками. Сирийское правительство отрицает свою причастность к нападениям на Думу и называет эти удары нарушением международного права.

## Предшествующие события
7 апреля 2018 года в сирийском городе Дума была совершена предполагаемая химическая атака, в результате которой, по разным сообщениям, погибло от 48 до 150 человек. По сообщениям контролировавших Думу Джейш аль-Ислам и нескольких медицинских, наблюдательных и активистских групп, включая «Белые каски», вертолёты сирийской армии сбросили на город т. н. атипичные (импровизированные/самодельные) бомбы. Предположительно, бомбы были снаряжены боевыми отравляющими веществами, такими как хлор и зарин. По сделанному впоследствии Францией и США заявлению применение хлора подтвердилось данными лабораторного анализа мочи и крови пострадавших.
По утверждению Всемирной организации здравоохранения (ВОЗ) сотрудничающие с ней «партнёры в сфере здравоохранения» сообщили о том, что погибло более 70 человек, причём у 43 погибших смерть наступила в результате развития симптомов, аналогичных симптомам отравления высокотоксичными химическими веществами, около 500 человек были доставлены в учреждения здравоохранения с признаками и симптомами, характерными для отравления токсичными химическими веществами. В частности, у пострадавших было отмечено сильное раздражение слизистых оболочек, нарушение дыхания и работы центральной нервной системы. При этом официальный представитель ВОЗ Тарик Язаревич заявил, что организация не имеет доступа в город Дума и не может подтвердить информацию о применении там химического оружия.
Как и в предшествующих подобных случаях, США, Великобритания и Франция, а также некоторые другие государства, возложили ответственность за применение химического оружия на сирийские власти. Сирийское государственное информагентство сообщило о том, что контролировавшие на тот момент город повстанцы «сфабриковали впоследствии разоблачённые и оказавшиеся безуспешными измышления об применении химического оружия с целью воспрепятствовать наступлению сирийской армии». Россия и Иран отрицали факт применения химического оружия. Российские представители предположили инсценировку инцидента «Белыми касками». Впоследствии (13 апреля) Россия утверждала, что инцидент был сымитирован Великобританией, чтобы спровоцировать США на нанесение авиаударов.
10 апреля состоялось экстренное заседание Совета Безопасности ООН, обсудившего меры реагирования на данный случай предполагаемого использования химического оружия и — из-за применения права вето — оказавшемся не в состоянии принять какую-либо резолюцию. Проект резолюции, предложенный США, получил большинство голосов (против проголосовали только Россия и Боливия, Китай воздержался), но был заблокирован Россией. Российский проект резолюции не получил большинства голосов (за — 6, против — 7, двое воздержались). После этого США, Великобритания и Франция стали изучать возможности применения военной силы в качестве «совместной сильной ответной меры».

## Силы сторон

### Коалиция

#### Воздушная группировка:[33]
ВВС США:
- 2 стратегических бомбардировщика B-1B Lancer из состава 34-й бомбардировочной эскадрильи[34] ВВС США на авиабазе Эль-Удейд (Катар), вооружённые крылатыми ракетами воздушного базирования (КРВБ) AGM-158 JASSM.[35]
- 4 истребителя F-22A Raptor.[36]
- Самолёт РЭБ EA-6 Prowler КМП США.
- БПЛА RQ-4 Global Hawk осуществлял разведку.[37][38]
- 8 истребителей F-15C Европейского командования ВВС США на авиабазе Авиано (Италия) осуществляли воздушное прикрытие.
- 7 истребителей F-16 Европейского командования ВВС США на авиабазе Авиано (Италия) осуществляли воздушное прикрытие.[39]

ВВС Великобритании:
- 4 истребителя-бомбардировщика «Panavia Tornado» (GR4) ВВС Великобритании на авиабазе Акротири (Кипр), вооружены КРВБ Storm Shadow[40].
- 4 истребителя «Eurofighter Typhoon» на авиабазе Акротири (Кипр) обеспечивали воздушное прикрытие истребителей-бомбардировщиков «Panavia Tornado».[41]

ВВС Франции:
- 5 многоцелевых истребителей «Dassault Rafale» ВВС Франции на авиабазе Сент-Дизье, вооружённые КРВБ SCALP/Storm Shadow.[42]
- 4 истребителя «Dassault Mirage 2000-5F» на авиабазе Монт де Марсан.[43] Обеспечивали воздушное прикрытие многоцелевых истребителей «Dassault Rafale».[44]
- 6 самолётов-заправщиков КС-135FR.[45]
- 2 самолёта дальнего радиолокационного обнаружения и управления Boeing E-3F Sentry с которых осуществлялось тактическое управление задействованными в операцией воздушными силами.[38] Эта операция под управлением французских вооружённых сил имела кодовое название «Амильтон» (Hamilton)[46]

#### Морская группировка:[33]
ВМС Франции:
- Эскадренный миноносец типа «Кассар» обеспечивал противовоздушную оборону в акватории Средиземного моря.
- Эскадренный миноносец типа «Жорж Леги» обеспечивал противолодочную оборону в акватории Средиземного моря.
- 3 фрегата типа FREMM: «Аквитания» (D650), «Овернь» (D654) и «Лангедок» (D653) в акватории Средиземного моря, вооружённые ракетами MdCN[47].
- Танкер класса «Дурансе» в акватории Средиземного моря.[47]

В ходе операции у французских фрегатов возникли серьёзные проблемы. Основной фрегат «Аквитания» должен был дать два залпа по три ракеты, однако сделать этого не смог. Выполнить боевую задачу удалось только резервному фрегату «Лангедок». Также были сообщения о том, что из-за технических неисправностей не состоялся пуск от трёх до семи французских ракет.
ВМС США:
- Подводная лодка типа «Вирджиния» USS «Джон Уорнер» (SSN-765) в акватории Средиземного моря.[50]
- Крейсер УРО типа «Тикондерога» USS USS «Монтеррей» (CG-61) в акватории Красного моря.[50]
- Эсминцы УРО типа «Арли Бёрк» USS «Лабун» (DDG-58) в акватории Красного моря[50] и «Хиггинс» (DDG-76) в акватории Персидского залива.[50]

ВМС Великобритании:
- Эсминец Duncan (сопровождал французскую ударную группу).[36]
- Подводная лодка типа «Astute» в акватории Средиземного моря, вооружённая ракетами «Томагавк».

По распоряжению премьер-министра Великобритании Терезы Мэй находившиеся в Средиземном море подводные лодки Королевских ВМС начали выдвижение в районы, из которых они смогли бы нанести удар по целям в Сирии своими крылатыми ракетами..
Впоследствии источники в английском военном ведомстве сообщили газете The Times, что одна АПЛ типа Astute, несущая ракеты «Томагавк» и выходившая на дальность пуска по военным объектам на территории Сирии, обнаружила, что её преследует «одна, а возможно — две» российские дизель-электрические ПЛ, классифицируемые на Западе как «тип Кило» (Kilo-class) c военно-морской базы в Тартусе. Русской подводной лодке (или лодкам) оказывали поддержку два фрегата и противолодочные вертолёты, английской ПЛ содействовал самолёт P-8 Poseidon ВМФ США. В конечном счёте, английские АПЛ не приняли участие в ракетных ударах по целям в Сирии.
Всего запущено 105 ракет по трём целям.
66 «Томагавков» с кораблей и подводной лодки ВМС США;
19 JASSM со стратегических бомбардировщиков B-1 Lancer;
9 SCALP/Storm Shadow с самолётов «Dassault Rafale» ВВС Франции;
8 SCALP/Storm Shadow с самолётов «Panavia Tornado» ВВС Великобритании;
3 MdCN с корабля ВМС Франции.
| Заявленное коалицией распределение ракет по целям | Заявленное коалицией распределение ракет по целям | Заявленное коалицией распределение ракет по целям | Заявленное коалицией распределение ракет по целям | Заявленное коалицией распределение ракет по целям | Заявленное коалицией распределение ракет по целям |
| Цель                                              | Цель                                              | Исследовательский центр в Барзехе                 | База хранения ХО в Хим Шиншаре                    | Бункер ХО в Хим Шиншаре                           | ИТОГО                                             |
| ------------------------------------------------- | ------------------------------------------------- | ------------------------------------------------- | ------------------------------------------------- | ------------------------------------------------- | ------------------------------------------------- |
| Координаты цели                                   | Координаты цели                                   | 33°33′30″ с. ш. 36°18′58″ в. д.                   | 34°40′54″ с. ш. 36°27′58″ в. д.                   | 34°41′43″ с. ш. 35°32′15″ в. д.                   |                                                   |
| Тип ракет                                         | Носители                                          | 33°33′30″ с. ш. 36°18′58″ в. д.                   | 34°40′54″ с. ш. 36°27′58″ в. д.                   | 34°41′43″ с. ш. 35°32′15″ в. д.                   |                                                   |
| «Томагавк»                                        | США Корабли ВМС США                               | 57                                                | 9                                                 |                                                   | 66                                                |
| JASSM                                             | США B-1B Lancer                                   | 19                                                |                                                   |                                                   | 19                                                |
| Storm Shadow                                      | Великобритания Tornado GR4                        |                                                   | 8                                                 |                                                   | 8                                                 |
| MdCN                                              | Франция корабль                                   |                                                   | 3                                                 |                                                   | 3                                                 |
| SCALP                                             | Франция «Рафаль»[a]                               |                                                   | 2                                                 | 7                                                 | 9                                                 |
| ВСЕГО                                             |                                                   | 76                                                | 22                                                | 7                                                 | 105                                               |

a  Представитель Генштаба ВС России генерал-полковник Сергей Рудской заявил, что «российские системы ПВО на базах Тартус и Хмеймим не зафиксировали участие авиации Франции в ударах по Сирии.»
Согласно заявлениям Генштаба ВС РФ использовались также управляемые авиабомбы GBU-38.

### Сирия
Неизвестное количество комплексов «С-125, С-200, Бук», «Куб», «Оса», Стрела-10, Панцирь-С1 войск ПВО Сирии.
По заявлению Министерства обороны РФ сирийские ПВО использовали 112 зенитных ракет: С-125 — 13; С-200 — 8; «Бук» — 29; «Куб» — 21; «Оса» — 11; «Стрела-10» — 5; «Панцирь-С1» — 25, перехвачена 71 цель из 103.
По заявлению Министерства обороны США сирийские ПВО выпустили более 40 ракет класса «земля-воздух», причём большинство запусков произошло уже после того, как удары по объектам были закончены.

## Военная операция
03:42 Начало нанесения ракетных ударов коалиции по информации Министерства обороны РФ.
04:03 Президент США Дональд Трамп сообщил о начале нанесения «точечные удары» по Сирии в ответ на предполагаемую химическую атаку в сирийском городе Дума.
04:15 По сообщениям очевидцев в Дамаске прозвучали первые взрывы.
05:07 Сирийская армия заявила, что отразила воздушную атаку в районе города Кисва, расположенного в 15 км к югу от Дамаска.
05:20 Завершение ракетных ударов коалиции по Сирии по информации Министерства обороны РФ.
05:22 Председатель объединённого комитета начальников штабов генерал Джозеф Данфорд заявил о завершении первой волны ударов. Он также сообщил, что Россия не была заранее предупреждена о готовящемся ударе, однако, другими представителями США, а также представителями Франции были сделаны заявления об обратном. Коалиция наносила удары по научному центру в Дамаске, складским и торговым центрам и промышленным предприятиям  в Дамаске и командному пункту в западном Хомсе.
6:35 Министерство обороны Великобритании сообщило что самолёты Panavia Tornado (GR4) выпустили ракеты Storm Shadow по военному объекту, бывшей ракетной базе — в пятнадцати милях к западу от Хомса, где, по их оценкам, хранилось химическое оружие.
07:00 Министерство обороны Российской Федерации заявили что подразделения ПВО, прикрывающих объекты в Тартусе и Хмеймиме не участвовали в отражении ракетной атаки коалиции. За несколько дней до этого посол РФ в Ливане заявил о праве России сбивать выпущенные по Сирии ракеты и открывать огонь по произведшим пуск носителям.

## Результаты
По утверждению американских, британских и французских военных поставленные перед ними в данном случае задачи — разрушение трёх объектов, предположительно задействованных в сирийской программе производства химического оружия — были успешно решены, о чём наглядно свидетельствуют спутниковые фотографии объектов до и после нанесения ударов, а также репортажи с мест событий. Не отрицая этого, Сирия и Россия акцентируют внимание на большом количестве сбитых — по утверждению их представителей — крылатых ракет. Министерство обороны РФ также утверждает, что ракетные удары были нанесены и по другим — не объявленным официально — целям, причём ПВО многих из них была реализована со 100%-ой результативностью. Американские военные отрицают перехват хотя бы одной крылатой ракеты. Французские военные сообщают, что в отношении всех 12 использованных ими ракет нет никаких признаков их перехвата. По утверждению Министерства обороны России, по любым методикам расчёта, для уничтожения заявленных трёх объектов «достаточно не более 10 ракет на каждый из трёх объектов с учётом трёхкратного перекрытия для их гарантированного уничтожения». 20 апреля министр иностранных дел России заявил о том, что российские военные «совсем скоро» предоставят доказательства перехвата некоторого количества ракет. По словам министра, эти доказательства продемонстрируют, что «наша арифметика не беспочвенна».

### Оценка Министерства обороны Российской Федерации

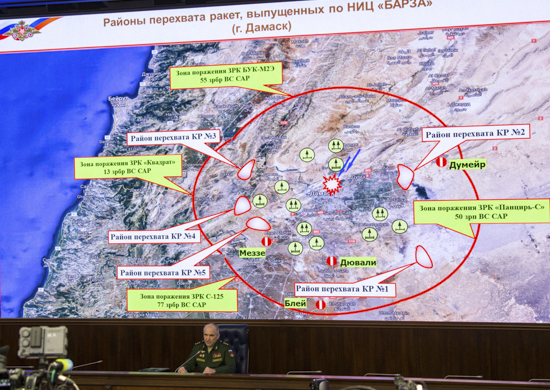
Схема перехвата ракет ПВО САР, выпущенных по НИЦ «Барза» в Дамаске 14 апреля 2018 года

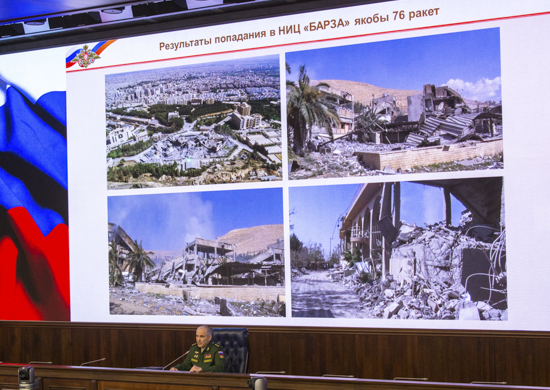
Результат попадания 76 ракет по НИЦ «Барза» в Дамаске
14 апреля 2018 года

По заявлениям Министерства обороны Российской Федерации (Минобороны России) утром 14 апреля — сирийские ПВО сбили 71 ракету (25 апреля цифра была уточнена — 46 ракет):
- 13 ракет из 13 запущенных по объектам в районе города Эль-Кисва[англ.], расположенного в 15 км к югу от Дамаска.
- 12 ракет из 12 запущенных по аэродрому Думейр на востоке Дамаска.
- 4 ракеты из 4 запущенных по аэродрому Дювали.
- 18 ракет из 18 запущенных по аэродрому Блэи.
- 12 ракет из 12 запущенных по аэродрому Эш-Шайрат.
- 5 ракет из 9 запущенных по неиспользуемому аэродрому Меззе.
- 13 ракет из 16 запущенных по аэродрому Хомс. Серьёзных разрушений на данном объекте не наблюдается.
- 7 ракет из 30 запущенных по объектам в районе Барза[англ.] и городе Джарамана[англ.]. По словам представителей министерства, объекты частично разрушены, они давно не использовались и, поэтому, людей и оборудования на них не было[68][70].

23 апреля МИД РФ добавил к этому списку целей штаб сирийской Республиканской Гвардии и «базу ПВО».
Из заявленных же американцами 105 попаданий — в районе целей зафиксировано не более 22 из них.
Министерство обороны РФ утверждает, что две неразорвавшиеся ракеты (в том числе «Томагавк») переданы сирийской стороной МО России для дальнейшего изучения.
Обломки, как утверждается, сбитых ПВО Сирии ракет «Томагавк», «SCALP» и «Storm Shadow», в том числе неразорвавшейся, были представлены журналистам на брифинге Минобороны России 25 апреля 2018 года.

### Оценка Министерства обороны США
Представители Пентагона опровергли утверждения МО РФ о сбитых 71-й ракетах, назвав эти слова началом «кампании по дезинформации» со стороны России, сопровождающейся повышением активности российских интернет-троллей «на 2 000 %». Согласно данным Министерства обороны США все заявленные цели были поражены, ПВО Сирии не смогли перехватить ни одной ракеты или самолёта. Всего, по оценкам Пентагона, сирийская армия выпустила более 40 ракет класса «земля-воздух», причём большинство запусков произошло уже после того, как удары по объектам были закончены. В результате скоординированной операции крылатым ракетам удалось пролететь через сирийское воздушное пространство без какого-либо эффективного отпора со стороны ПВО Сирии.
На состоявшейся 19 апреля пресс-конференции в Пентагоне генерал Маккензи, отрицая перехват сирийцами хоть какого-то количества ракет, подтвердил, что в ходе нанесения ракетных ударов российские средства ПВО были «активны», но не предприняли попыток перехвата: «Российская ПВО была включена. Они вели поиск целей. Они подняли самолёт ДРЛО. Они предпочли не вмешиваться, и я не могу строить предположения относительно того, почему они сделали или не сделали этого» При этом американский генерал привёл неправильное название российского самолёта по кодификации НАТО.
Коалиция нанесла удары по трём целям в Сирии:
- 76 ракет по научно-исследовательскому центру Министерства обороны Сирии в окрестностях Дамаска.
- 22 ракеты по предполагаемому складу химического оружия в окрестностях Хомса.
- 5 ракет по бункеру, в котором хранилось химоружие в окрестностях Хомса.

Пентагон назвал операцию «точной, сокрушающей и эффективной».
Согласно отчёту, предоставленному Европейским командованием Вооружённых сил США 16 апреля 2018 года по территории Сирии были выпущены 105 единиц оружия против трёх целей. Всего по целям в Сирии было запущено:
- Из региона Красного моря:

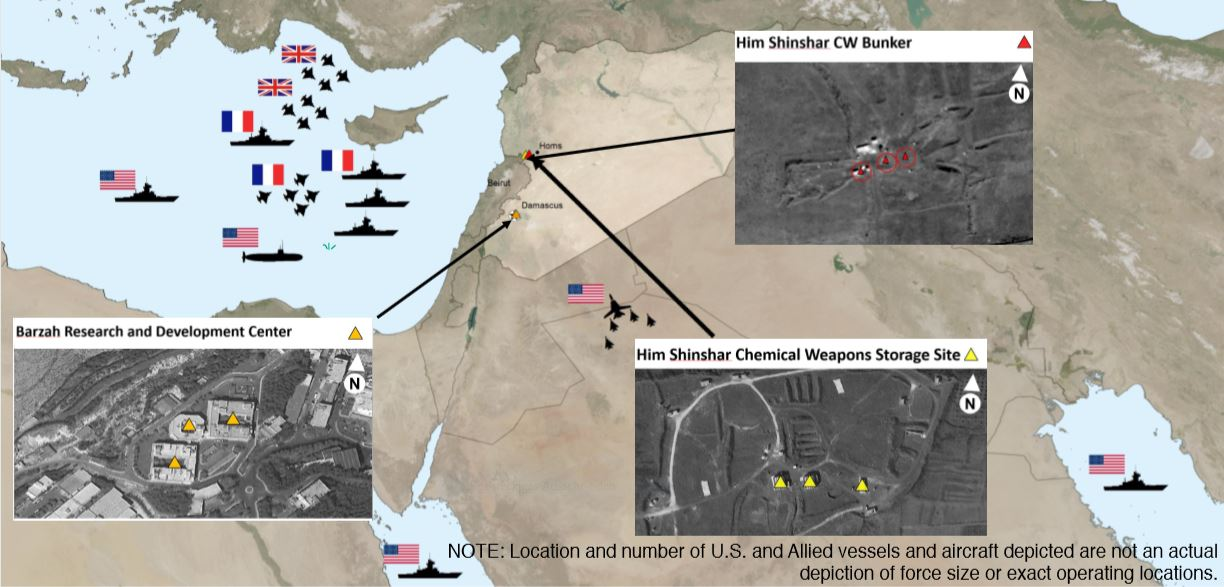

  - 30 ракет «Томагавк» с крейсера Monterey (США)
  - 7 ракет «Томагавк» c эсминца Laboon (США)
- Из Персидского залива:
  - 23 ракеты «Томагавк» c эсминца Higgins (США)
- Из Средиземного моря:
- 6 ракет «Томагавк» с подлодки John Warner (США),
- 3 ракеты SCALP Naval с французского фрегата Languedoc
- С воздуха:
  - 19 ракет AGM-158 JASSM с двух бомбардировщиков B-1B Lancer
  - 8 ракет SCALP с истребителей Tornado Королевских британских ВВС
  - 9 ракет SCALP с истребителей Rafale ВВС Франции

Одна ракета SCALP (каждый Rafale нёс по две таких ракеты) не была запущена из-за её неисправности. Также, по техническим причинам, не состоялся пуск ещё трёх ракет MdCN.
В США утверждения, что две неразорвавшиеся ракеты (в том числе «Томагавк») переданы сирийской стороной МО России были названы «абсурдными».

### Оценка Министерства обороны Франции
Министерство обороны Франции заявила об успешном выполнении поставленных задач, ПВО Сирии не смогла перехватить ни одной ракеты выпущенную французской стороной. По заявлению начальника Генштаба ВС Франции генерала Франсуа Лекуантра ПВО Сирии оказалась очень слабой, а сирийские ВВС даже не пытались вмешаться в происходящее и не покидали авиабазы «на которых присутствовали русские», что де-факто обеспечивало некоторую защиту сирийской авиации.

### Оценка Министерства обороны Великобритании
Министр обороны Гэвин Уильямсон заявил что это была «крайне успешная миссия».

### Оценка Министерства обороны Сирии
Государственные СМИ Сирии сообщили об уничтожении 13 крылатых ракет.
Утверждается также, что в ночь на 14 апреля сирийские военнослужащие обнаружили 2 неразорвавшиеся ракеты «Томагавк»; впоследствии ракеты переданы российским военным.

### Свидетельства очевидцев
Вечером того же дня (14 апреля) руины объекта в Базре посетили журналисты Франс-Пресс в ходе визита организованного Министерством информации Сирии. Сотрудники «объекта» рассказали им во время встречи что этим «объектом» является «Научно-Исследовательский центр» в котором они занимались «исследованиями и разработкой в области фармацевтики и химической продукции гражданского назначения», используемой «для получения химических веществ, применяемых при изготовлении продуктов питания, лекарств и детских игрушек» (по другим сообщениям на «объекте» производились противоядия при змеиных укусах). И что следователи ОЗХО уже посетили этот центр и «подтвердили, что он не производил никакого химического оружия».
Ранее сообщалось о том, что в тех случаях, когда инспекторы ОЗХО получали возможность доступа к объектам, некоторые их части были от них закрыты.

### Оценки экспертов, аналитиков
В 2017 году инспекция ОЗХО подтвердила отсутствие в научно-исследовательском центре «Барза», на окраине Дамаска, какой-либо деятельности, связанной с разработкой и производством отравляющих веществ
Военный обозреватель Александр Гольц отметил, что во время войны в Ираке режим Саддама Хуссейна обладал точно такими же системами ПВО советского производства, как и режим Асада. При этом, в 2003 году иракские ПВО не смогли противостоять американским «Томагавкам», что вызывает вопросы относительно столь высокой результативности ПВО Сирии.
По мнению аналитиков, процитированных газетой USA Today, заявления Сирии о перехвате ракет не заслуживают доверия, поскольку сирийская ПВО, ранее представлявшая собой значительную силу, была критически ослаблена в ходе многолетнего конфликта. Эти аналитики отмечают, что даже более мощная система ПВО столкнулась бы с проблемами при отражении данного удара, учитывая количество и технологичность запущенных ракет, совершающих полёт на малой высоте, а также с учётом того, что коалиция, вероятно, предприняла меры по подавлению сирийских радаров.
По мнению издания Jane’s IHS «Продемонстрированные остатки ракет могли принадлежать ракетам, поразившим свои цели, или ракетам, оказавшимся неспособными сделать это во время предыдущего удара» (The missile remnants it displayed could have come from missiles that hit their targets or failed in a previous attack).

## Экстренное заседание СБ ООН
14 апреля 2018 года Россия внесла на рассмотрение Совета Безопасности ООН проект резолюции, осуждающий удар США и союзников по Сирии и требующей от них немедленно прекратить агрессию.
За документ проголосовали три страны: Россия, Китай (постоянные члены СБ) и Боливия.
Воздержались четыре страны: Казахстан, Перу, Экваториальная Гвинея и Эфиопия.
Проголосовали против восемь стран, включая США, Францию и Великобританию (постоянные члены СБ).

## Реакция в мире
Свою поддержку, в той или иной степени, действий США, Великобритании и Франции выразили следующие государства:
Австралия, Албания, Болгария, Германия, Греция, Дания, Израиль, Испания, Италия, Канада, Катар, Колумбия, Кувейт, Нидерланды, Новая Зеландия, Польша, Румыния, Саудовская Аравия, Турция, Украина, Хорватия, Чехия, Эстония, Япония.
Поддержка была также выражена Президентом Европейского Совета Дональдом Туском и Представителем Евросовета по международным делам и безопасности Федерикой Могерини. С заявлением в поддержку нанесения ударов выступил также Генеральный секретарь НАТО Йенс Столтенберг.
Следующие страны выразили свою озабоченность произошедшим, неприятие — в данном или подобных случаях — мер военного характера или нежелание принимать чью-либо сторону:
Австрия, Алжир,
Аргентина,
Бразилия,
Вьетнам, Египет,
Индия, Индонезия, Ирландия, Кипр,
Марокко,
Пакистан, Сербия, Финляндия, Чили, Швеция.
Ракетные удары по территории Сирии были осуждены, с разной степенью эмоциональности, следующими странами: Белоруссия, Боливия, Венесуэла, Иран, Китай, Куба, Ливан, Россия.
По мнению начальника Главного оперативного управления Генштаба ВС России генерал-полковника Сергея Рудского ракетный удар США и их союзников по Сирии не является ответом на мнимую химическую атаку. Это реакция на успехи сирийских ВС в борьбе с терроризмом.
По мнению премьер-министра Новой Зеландии нанесение ракетных ударов стало результатом применения Россией права вето при голосовании в СБ ООН. В своём заявлении она заявила, что её страна «безоговорочно осуждает и будет продолжать осуждать» применение Россией этого права.
Прошли массовые акции протеста против агрессии США, Франции и Великобритании в отношении суверенного государства. Такие акции состоялись в разных городах США, в том числе у стен резиденции американского президента. В Афинах демонстранты попытались снести памятник Гарри Трумэну, после чего демонстрация переросла в столкновения с полицией, в ходе которых правохранительные органы применили против демонстрантов дубинки и слезоточивый газ. В Лондоне сотни людей собрались у стен британского парламента и призвали решать конфликт мирным путём. Похожие лозунги звучали и на Кипре. Акция прошла в Никосии, у американского посольства. Участники заявили, что у США нет доказательств химатаки в Думе, а ракетные удары — это преступление против всего сирийского народа. Согласно опросу, проведённому в Великобритании исследовательско-аналитической компанией YouGov, из 1 600 респондентов 43 % были не согласны с нанесением ракетных ударов, а 22 выразили свою поддержку.
23 апреля в ходе телефонного разговора с президентом РФ В. Путиным президент Франции заявил, что ракетные удары были нанесены «на законных основаниях». Ранее Франция опубликовала документ под названием «Évaluation Nationale», частично основанный на рассекреченных данных полученных французскими спецслужбами и посвящённый применению химического оружия в г. Дума. В этом документе ответственность за данное применение химического оружия возлагается на сирийскую армию: «Франция не имеет никаких сомнений в том, что относительно химической атаки против гражданского населения Думы, осуществлённой 7 апреля 2018 года, нет иного достоверного сценария, кроме действий сирийской армии в ходе широкомасштабного наступления на анклав Восточной Гуты» (la France estime donc que, sans doute possible, une attaque chimique a été conduite contre des civils à Douma le 7 avril 2018, et qu’il n’existe pas d’autre scénario plausible que celui d’une action des forces armées syriennes dans le cadre d’une offensive globale dans l’enclave de la Ghouta orientale). В ходе парламентских дебатов по поводу нанесения ракетных ударов по Сирии глава депутатской группы от партии LREM Ришар Ферран также высказал обвинение в адрес сирийской армии и заявил о том, что оно основано на информации от французских спецслужб, которые с 4 апреля 2017 года «не менее 44 раз сигнализировали о применении в Сирии химического оружия» (Les services français ont relevé depuis le 4 avril 2017 au moins 44 signalements d’utilisation d’armes chimiques en Syrie).

## Международное право
Согласно Уставу ООН, применение силы суверенными государствами в целях обеспечения международной безопасности возможно при наличии соответствующего разрешения со стороны СБ ООН. Применение Россией своего права вето при голосовании в СБ ООН означает практическую невозможность получения такого разрешения. В результате этого, применение военной силы является нарушением международного права.
Некоторыми специалистами по международному праву ранее уже делались утверждения о незаконности нанесения ударов без одобрения со стороны СБ ООН. Ими также высказывалось мнение, что поддержка Соединёнными Штатами повстанцев в их борьбе против сирийского правительства также противоречит положениям международного права.
Правительство Великобритании опубликовало свою правовую позицию относительно нанесённых ударов, обосновывая их гуманитарными соображениями.